# Tevfik Başer
Tevfik Başer (* 1951 in Çankırı, Türkei) ist ein Hamburger Filmregisseur und -autor.

## Künstlerischer Werdegang
Der Absolvent der Filmklasse der Hochschule für bildende Künste Hamburg war ursprünglich Fotograf. Ab 1978 lernte er in Deutschland Kameramann und Kameraassistent.
Sein erster Spielfilm 40 m² Deutschland (1986) wurde auf dem Internationalen Filmfestival von Locarno mit dem „Goldenen Leopard“ ausgezeichnet. Auf dem Filmfestival in Cannes lief er innerhalb der „Woche der Kritik“ und erhielt den Deutschen Filmpreis in mehreren Kategorien sowie eine Nominierung als „bester Spielfilm“.
Sein Abschied vom falschen Paradies (1989) nach Saliha Scheinhardt wurde ebenfalls für den Deutschen Filmpreis nominiert, seine Hauptdarstellerin Zuhal Olcay erhielt ihn als „beste Schauspielerin“.
Lebewohl, Fremde (1991), über die Probleme eines türkischen Flüchtlings und einer Deutschen auf der Hallig Langeneß, hatte seine Premiere im Wettbewerb des Filmfestivals in Cannes 1991.
Für das Buch zu Zeit der Wünsche (2004) erhielt er den Publikumspreis der „Marler Gruppe“ bei der Grimme-Preis-Verleihung 2005.

## Auszeichnungen (Auswahl)
- Goldener Leopard 1986
- Deutscher Filmpreis, nominiert 1986 und 1989
- Adolf-Grimme-Preis (Publikumspreis der „Marler Gruppe“) 2005